# ألفية 9 ق.م
الألفية التاسعة قبل الميلاد امتدت بين 9000 قبل الميلاد و8001 قبل الميلاد (قبل 11 حتى 10 آلاف سنة). من الناحية الزمنية يعتقد عمومًا أن الألفية الأولى الكاملة من العصر الهولوسيني الحالي بدأت بحلول عام 9700 قبل الميلاد (قبل 11.7 ألف سنة). ومن المستحيل تحديد تاريخ الأحداث التي وقعت في وقت مبكر من هذه الألفية بدقة، وجميع التواريخ المذكورة هنا هي تقديرات تستند في الغالب إلى التحليل الجيولوجي والأنثروبولوجي، أو عن طريق التأريخ الإشعاعي.
في الشرق الأدنى، لا سيما في الهلال الخصيب، حل العصر الحجري الحديث محل العصر الحجري القديم الانتقالي المؤقت مع تواجد أدلة على الزراعة عبر المشرق إلى جبال زاغروس في إيران الحديثة. وكانت السمة الرئيسية للعصر الحجري الحديث هي الاستيطان الزراعي، وإن كان ذلك مع استمرار استخدام الأدوات الخشبية والحجرية والأسلحة. ومن المعتقد أن الزراعة بدأت في الصين بحلول نهاية الألفية. وفي أماكن أخرى، وخاصة في أوروبا، استمر العصر الحجري القديم.

## البيئة العالمية
في المقياس الزمني الجيولوجي فإن المرحلة الأولى لطبقات الأرض من العصر الهولوسيني هي «الغرينلاندي» منذ نحو 9700 قبل الميلاد حتى التاريخ المحدد 6236 قبل الميلاد، وبالتالي فهي تشمل الألفية التاسعة بأكملها. وارتبطت نقطة البداية للغرينلاندي بنهاية درياس الأصغر وتحول المناخ من شبه الجليدية إلى فترة بين دورين جليديين، ما تسبب في تراجع الأنهار الجليدية وارتفاع مستويات سطح البحر.
تشير التقديرات إلى أن جسر بيرنغ البري قد غُمر نحو 8500 قبل الميلاد بسبب ارتفاع مستوى سطح البحر بحيث انفصلت أمريكا الشمالية وآسيا مرة أخرى بمياه مضيق بيرنغ وبحر تشوكشي. ويُعتقد عمومًا أن هجرة قد حدثت عبر الجسر البري من شرق سيبيريا إلى أمريكا الشمالية خلال الذروة الجليدية الأخيرة. في وقت ما بعد ذوبان الأنهار الجليدية الأمريكية، توسع امتداد هذه الشعوب جنوبًا إلى القارة الأوسع لتشكل الأمريكيين الأصليين. وبعد غمر الجسر البري بسبب ارتفاع مياه البحر، لم يكن من الممكن حدوث هجرة أخرى من سيبيريا.
خلال الألفية التاسعة، حدثت ثلاث ثورات بركانية معروفة سجلت قوتها 5 أو أكثر على مؤشر التفجر البركاني (فّي إي أي). ووقعت هذه الثورات البركانية في جزيرة أولونغدو نحو 8750 قبل الميلاد (المعروفة أيضًا باسم أولريونغ)، وتقع هذه الجزيرة شرق شبه الجزيرة الكورية؛ وبركان جريمسفونت شمال شرق أيسلندا نحو 8230 قبل الميلاد؛ وبركان تابو كالديرا في نيوزيلندا نحو 8130 قبل الميلاد. وكان أكبر ثوران بركاني في جريمسفونت، بقوة 6 على مؤشر التفجر البركاني، إذ أنتج نحو 15 كيلومتر مكعب (3.6 متر مكعب) من التفرا.

## السكان والمجتمعات
عندما بدأ العصر الحجري الحديث في الهلال الخصيب، كان معظم الناس في جميع أنحاء العالم ما يزالون يعيشون في مجتمعات متناثرة تعتمد على الصيد والجمع، والتي ظلت ثابتة في العصر الحجري القديم. ربما كان تعداد سكان العالم مستقرًا ويرتفع ببطء. وتشير التقديرات إلى أن عدد السكان كان نحو 5 ملايين شخص في 10000 قبل الميلاد، وارتفع إلى 40 مليونًا بحلول 5000 قبل الميلاد، و100 مليون بحلول عام 1600 قبل الميلاد. ويعتبر هذا معدل نمو متوسط قدره 0.027% سنويًا منذ بداية العصر الحجري الحديث حتى العصر البرونزي الوسيط.

### الشرق الأدنى
منذ بداية الألفية التاسعة، كان موقع غوبكلي تبه مأهولًا بالسكان، ويعتقد أن استيطان المنطقة لأول مرة يعود إلى الألفية السابقة. والموقع عبارة عن حرم صخري منحوت على قمة تل في جنوب شرق الأناضول والذي يضم أقدم الجنادل المعروفة في العالم. ومثل موقع غوبكلي تبه، كان الموقع في تل القرامل في شمال غرب سوريا مأهولًا بالسكان منذ 9000 قبل الميلاد بعد استيطانه الأول المحتمل في الألفية السابقة. وفي المنطقة ذاتها جرى تأريخ وجود مستوطنة في نيفالي شوري إلى نحو 8500 قبل الميلاد. وفي أماكن أخرى من الهلال الخصيب هناك أدلة على وجود مستوطنات في تل المريبط وغانج داريه منذ نحو 8500 قبل الميلاد. وقرب نهاية الألفية بحلول عام 8200 قبل الميلاد جرى استيطان موقع أشكلي هويوك في وسط الأناضول (حتى نحو 7400 قبل الميلاد).

### أوروبا
يُعتقد أن المواقع الأوروبية التي سكنت قبل 8500 كانت ما تزال مجتمعات من العصر الحجري القديم، أو في أحسن الأحوال من العصر الحجري المتوسط. في ستار كار في شمال يوركشاير، تشير نتائج تحليل الكربون المشع في عام 2018 إلى أن الاستيطان بدأ لأول مرة بين 9335 و9275 قبل الميلاد، واستمر لمدة 800 عام تقريبًا حتى 8525-8440 قبل الميلاد، على الرغم من أن هذا الاستيطان قد يكون دوريًا بطبيعته، ويتفاوت من ناحية كثافة السكان بين فترات مختلفة. وكشفت الحفريات الأثرية في كراموند في إسكتلندا ما قبل التاريخ عن أدلة على سكن يعود تاريخه إلى نحو 8500 قبل الميلاد. ربما جرى تأسيس مستوطنة أخرى في أيرو في الدنمارك.

### اليابان
في اليابان ربما تأسست حضارة جومون من قبل مجتمعات صغيرة على جانب المحيط الهادئ من هونشو بحلول هذا الوقت. وهذه الكلمة تعني «الزخرفة الحبلية»، في إشارة إلى الفخار المميز لتلك الفترة. ونظرًا إلى عدم وجود عجلة الخزاف، كان الصلصال يحضر على شكل حبل ويلف يدويًا للأعلى لإنشاء وعاء مخبوز في نار مفتوحة. في البداية كانت الأواني عبارة عن أوعية وجرار بسيطة ولكنها أصبحت فيما بعد ذات أشكال فنية. والتواريخ المقترحة لبداية فترة جومون متغيرة بشكل كبير، وتتراوح من العصور الجليدية حتى أواخر 4500 قبل الميلاد، ومن المقبول عمومًا أن الفترة انتهت نحو 300 قبل الميلاد عندما حلت محلها حضارة يايوي.

### الأمريكيتان
في أمريكا الشمالية يُعتقد أن حضارة كلوفيس الهندية القديمة قد انتهت نحو عام 8800 قبل الميلاد، بعد أن أنجبت العديد من التجمعات المحلية. وواحدة من هذه التجمعات كان مجمع فولسوم الذي كان مركزه في السهول الكبرى ويرجع تاريخه إلى نحو 9000 حتى 8000 قبل الميلاد. وكان الناس هناك من الصيادين وجامعي الثمار الذين اصطادوا البيسون العتيق المنقرض الآن.
في باتاغونيا سادت حضارة فيل خلال الألفية في كويفا فيل. وهناك موقع آخر من مواقع الهنود القدماء في المنطقة هو لاس كويفاس كانيون بالقرب من لوس تولدوس (سانتا كروز)، حيث وجدت صخور فنية.
في أمريكا الوسطى جرى اكتشاف بقايا ثلاثة أحافير بشرية من عصور ما قبل التاريخ منذ عام 2006 في نظام الكهوف في تشان هول في كينتانا رو بالمكسيك. وتعود جميعها إلى الألفية التاسعة تقريبًا.

### الحروب المبكرة
عُثر على دليل للحرب في ناتاروك في كينيا. وعثر على بقايا 27 فردًا على الأقل وتأريخها إلى نحو 8500 قبل الميلاد. تشير حالة الهياكل العظمية إلى وقوع مذبحة حيث كانت الأيدي مقيدة وتحطمت الجماجم بالقوة. وكانت المجتمعات في أفريقيا في ذلك الوقت من الرحل الصيادين وجامعي الثمار.